# Gérard Zlotykamien

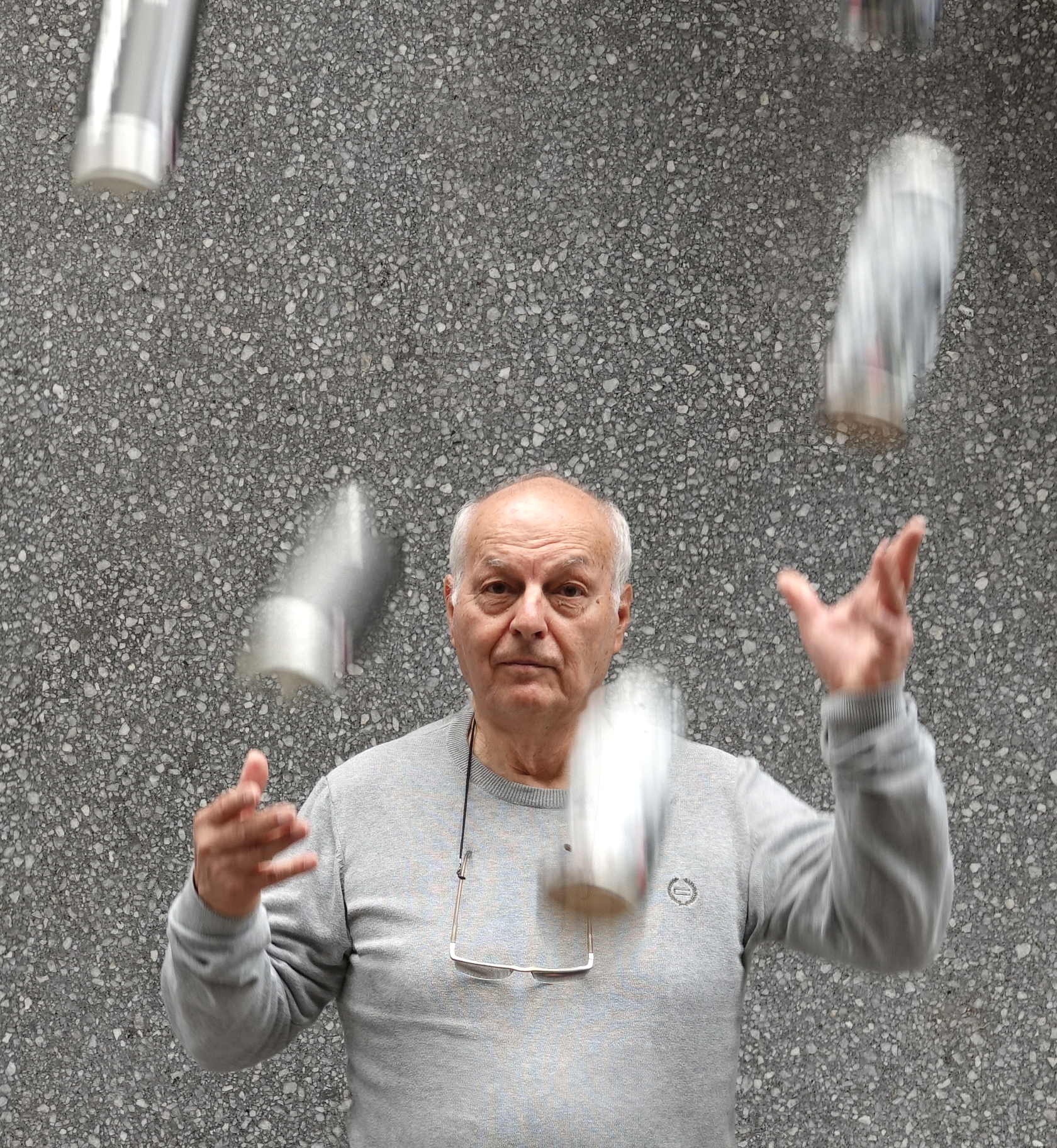
Gérard Zlotykamien

Gérard Zlotykamien (* 1940 in Paris) ist ein Graffiti-Künstler und gilt als der erste Streetart-Künstler.
Zlotykamien begann 1963 im öffentlichen Raum zu arbeiten. Anfangs mit Kreide und Pinsel, erst später mit Sprühfarbe, zeichnete er symbolhafte Strichfiguren, seine sogenannten „Éphémères“ („die Vergänglichen“/„vom baldigen Verschwinden Bedrohten“) auf Mauern und andere Untergründe. Inspiriert wurden diese Figuren durch die eingebrannten Schatten der Menschen nach dem Atombombenabwurf auf Hiroshima, ebenso durch die Judenverfolgung im Dritten Reich, in denen er große Gemeinsamkeiten sieht. Insgesamt wurde sein Werk stark durch die Themen Krieg, Faschismus, Kommunismus geprägt, da er selbst zu Zeiten des Zweiten Weltkrieges geboren wurde und nach eigenen Aussagen auch während seiner Schulzeit aufgrund seiner jüdischen Abstammung Diffamierungen seiner Klassenkameraden ertragen musste.

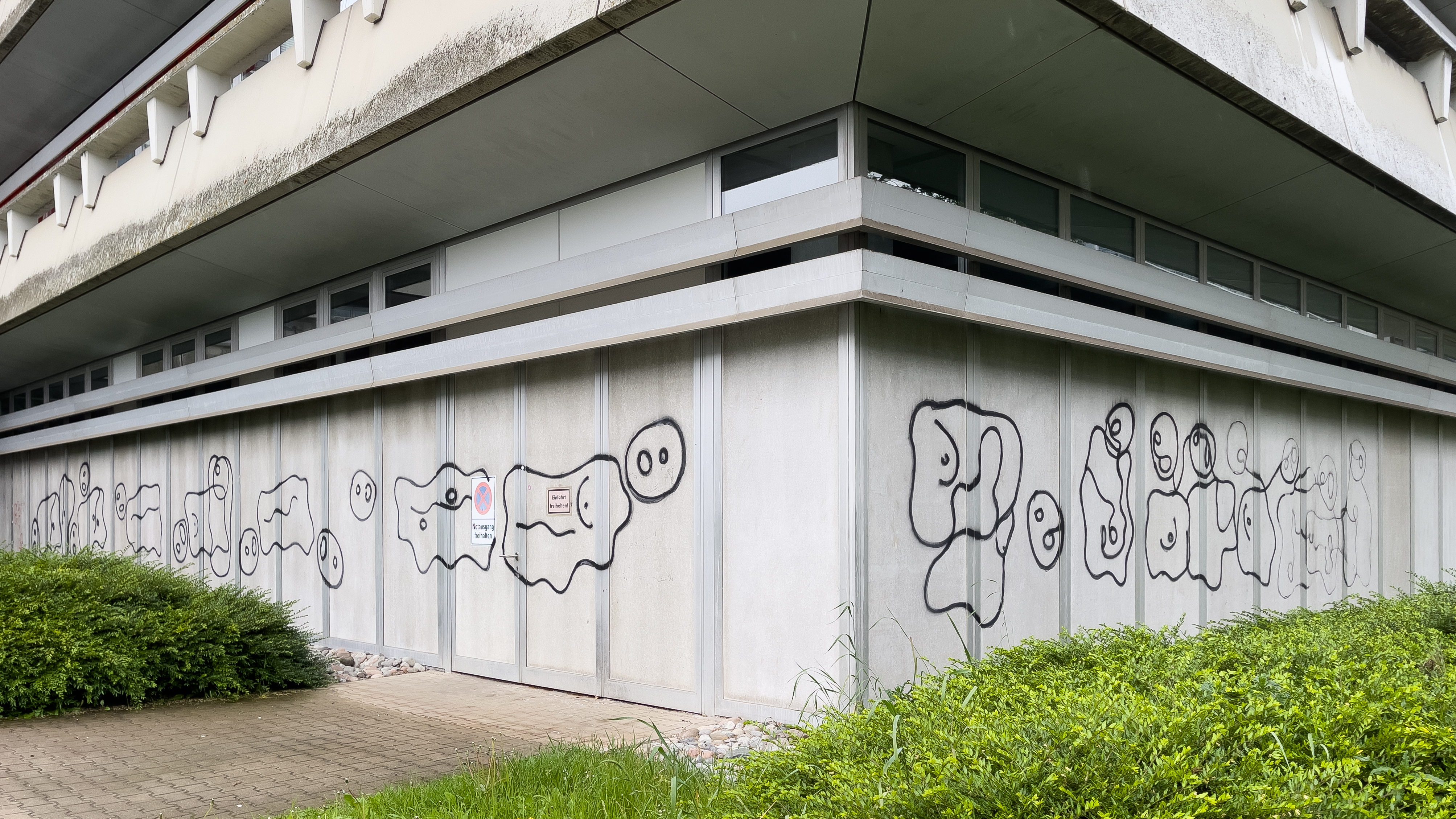
Graffiti „Intervention“ am Gebäude N26 der Universität Ulm

In der Nacht zum 22. Januar 1979 arbeitete Zlotykamien an 15 Wänden in Ulm mit Acryl aus der Sprühdose. Teilweise wurden seine Zeichnungen anschließend zerstört, aber an der Ulmer Universität wurde die künstlerische Qualität erkannt, so dass sie dort unangetastet blieben und später offiziell in den Kunstpfad der Universität Ulm aufgenommen wurden.
Er wirkte außer in seiner Heimatstadt Paris unter anderem auch in Leipzig, Ost-Berlin, Prag und Johannesburg.
2003 hörte er auf, seine Éphémères zu malen. Seit 2012 ist er wieder aktiv.